# Mindy Sterling

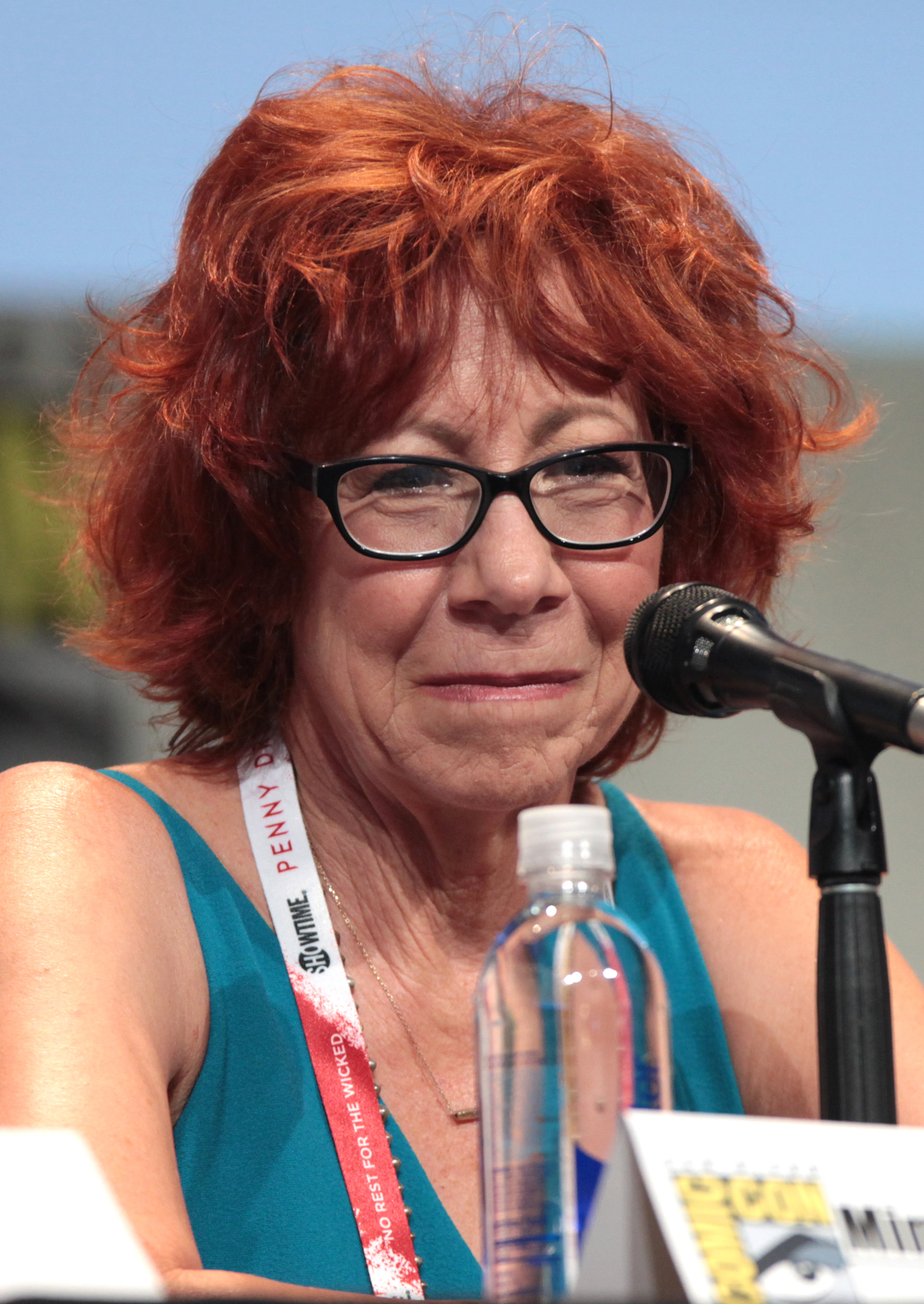
Mindy Sterling (2015)

Mindy Lee Sterling (* 11. Juli 1953 in Paterson, New Jersey) ist eine US-amerikanische Schauspielerin, die durch ihre Rolle der Frau Farbissina in der Austin-Powers-Filmreihe bekannt wurde.

## Leben
Sterling begann ihre Karriere 1979 mit einem Gastauftritt in der Fernsehserie B.J. und der Bär. Sie spielte in der Folge kleine Nebenrollen in verschiedenen Spielfilmen wie dem Horrorfilm House – Das Horrorhaus. Ihren Durchbruch hatte sie erst 1997 durch die Rolle der Frau Farbissina in Mike Myers’ Austin Powers – Das Schärfste, was Ihre Majestät zu bieten hat, welche sie in den zwei weiteren Filmen wiederholte. Danach spielte sie unter anderem neben Jim Carrey in Der Grinch. Sie spielte Gastrollen in diversen Serien wie Alle unter einem Dach, King of Queens und Scrubs – Die Anfänger und hatte die wiederkehrende Rolle der Mrs. Briggs in der Serie iCarly. Zudem wirkte sie als Synchronsprecherin an verschiedenen Zeichentrickserien und dem Animationsfilm Ice Age 2: Jetzt taut’s mit.
Sterling ist verheiratet und hat einen Sohn.

## Filmografie (Auswahl)

### Als Schauspielerin
- 1979: B.J. und der Bär (B.J. and the Bear)
- 1986: Ein Grieche erobert Chicago (Perfect Strangers)
- 1986: House – Das Horrorhaus (House)
- 1995: Zwei Satansbraten außer Rand und Band (The Crazysitter)
- 1996: Friends (Fernsehserie, 1 Episode)
- 1997: Austin Powers – Das Schärfste, was Ihre Majestät zu bieten hat (Austin Powers: International Man of Mystery)
- 1999: Gnadenlos schön (Drop Dead Gorgeous)
- 1999: Austin Powers – Spion in geheimer Missionarsstellung (Austin Powers: The Spy Who Shagged Me)
- 2000: Der Grinch (How the Grinch Stole Christmas)
- 2002: She Spies – Drei Ladies Undercover (She Spies)
- 2002: Austin Powers in Goldständer (Austin Powers in Goldmember)
- 2004: 30 Days Until I’m Famous – In 30 Tagen berühmt (30 Days Until I’m Famous, Fernsehfilm)
- 2004: Eurotrip
- 2006: Hotel Zack & Cody (The Suite Life of Zack and Cody)
- 2006: King of Queens (The King of Queens, Fernsehserie, 1 Episode)
- 2007: Deckname Schredderman (Shredderman Rules, Fernsehfilm)
- 2007–2012: iCarly (Fernsehserie, 9 Episoden)
- 2008: Extreme Movie
- 2008: My Name Is Earl (Fernsehserie, 1 Episode)
- 2008: Scrubs – Die Anfänger (Scrubs, Fernsehserie, 1 Episode)
- 2009: Ein Hund rettet Weihnachten (The Dog Who Saved Christmas)
- 2010–2011: Desperate Housewives (Fernsehserie, 6 Episoden)
- 2011: Milo und Mars
- 2011: 2 Broke Girls (Fernsehserie, 1 Episode)
- 2011–2013: A.N.T.: Achtung Natur-Talente (A.N.T. Farm, Fernsehserie, 21 Episoden)
- 2012: iCarly: Ciao Carly (iCarly: iGoodbye, Fernsehfilm)
- 2015: Ein Hund rettet den Sommer (The Dog Who Saved The Summer, Fernsehfilm)
- 2017–2023: Die Goldbergs (The Goldbergs, Fernsehserie, 42 Episoden)
- 2018: School of Rock (Fernsehserie, 1 Episode)
- 2018: Eine Reihe betrüblicher Ereignisse (A Series of Unfortunate Events, Fernsehserie, Episoden 2x05–2x06)
- 2018: Grace and Frankie (Fernsehserie, 1 Episode)
- 2019: Fuller House (Fernsehserie, 1 Episode)

### Als Synchronsprecherin
- 1987: Der tapfere kleine Toaster (The Brave Little Toaster)
- 2004: Higglystadt Helden (Higglytown Heroes)
- 2005: Die Liga der Gerechten (Justice League)
- 2006: Ice Age 2: Jetzt taut’s (Ice Age: The Meltdown)
- 2006: Tauschrausch (The Replacements)
- 2007–2010: Chowder (Fernsehserie, 28 Episoden)
- 2012–2014: Die Legende von Korra (The Legend of Korra, Fernsehserie, 29 Episoden)
- 2014: Ein Hund rettet Ostern (The Dog Who Saved Easter)
- 2015: Minions